# Berdechów (Wyskitna)
Berdechów (dawn. Berdechów ad Bugaj, Berdechów koło Bugaja) – część wsi Wyskitna w Polsce, położona w województwie małopolskim, w powiecie nowosądeckim, w gminie Grybów. Stanowi zachodnią część wsi.

## Historia
Dawniej samodzielna wieś i gmina jednostkowa w powiecie grybowskim (okręg sądowy Grybów). W II RP w województwie krakowskim, początkowo w powiecie grybowskim, a od 1 kwietnia 1932 w powiecie gorlickim. 
1 sierpnia 1934 gminę Berdechów ad Bugaj zniesiono, włączając ją do nowo utworzonej zbiorowej gminy Bobowa.
W latach 1975–1998 miejscowość administracyjnie należała do województwa nowosądeckiego.

## Osoby związane z miejscowością
- Jan Cieluch (1866 -1956) – polski polityk, działacz ruchu ludowego, poseł do Sejmu Krajowego Galicji oraz Sejmu II Rzeczypospolitej
- Hugo Steinhaus (1887-1972) – polski matematyk, profesor Uniwersytetu Lwowskiego, współtwórca lwowskiej szkoły matematycznej